# Фортунатов, Алексей Фёдорович (учитель)
Алексе́й Фёдорович Фортуна́тов (1777—1828) — русский публицист и педагог, учитель естественной истории в Вологодской гимназии.
Много писал по разным отраслям сельского хозяйства. В «Вестнике Европы» за 1826 год появилась статья А. Ф. Фортунатова о скотоводстве, рыболовстве и пчеловодстве в Вологодском уезде. Его исследования по части домоводства помещались также в «Периодическом сочинении об успехах народного просвещения». 
В 1814 году были изданы его «Метеорологические наблюдения и разные физические замечания, сделанные в Вологде», которые использовались Н. Я Данилевским в 1854—1857 гг. при обработке своего сочинения «О климате Вологды». 
Умер в 1828 году в Вологде.